# Oublier Venise

Oublier Venise (Dimenticare Venezia) est un film italien réalisé par Franco Brusati, sorti en 1979. Le film a obtenu le David di Donatello du meilleur film.

## Synopsis
Un frère et une sœur, Nicola et Marta, se réunissent dans leur vieille maison de la campagne vénète. Nicola est accompagné par son amant Sandro et ils décident tous trois de passer un dimanche à Venise. Néanmoins, le matin de l'excursion, Marta est frappée par un infarctus et meurt. La tragédie pousse Nicola à s'isoler et à renoncer également au rapport amoureux avec Sandro[réf. souhaitée].

## Fiche technique
- Titre : Oublier Venise
- Titre original : Dimenticare Venezia
- Réalisation : Franco Brusati
- Scénario : Franco Brusati et Iaia Fiastri
- Production : Franco Brusati, Yves Gasser, Claudio Grassetti, Yves Peyrot et Renzo Rossellini
- Musique : Benedetto Ghiglia
- Photo : Romano Albani
- Montage : Ruggero Mastroianni
- Pays d'origine : Italie
- Format : Couleurs
- Genre : Drame
- Durée : 110 minutes
- Date de sortie : 1979

## Distribution
- Mariangela Melato : Anna
- Eleonora Giorgi : Claudia
- Erland Josephson : Nicky
- Nerina Montagnani : Caterina
- Paolo Roversi